# لامبرسیتی (جورجیا)
لامبرسیتی، جورجیا (به انگلیسی: Lumber City, Georgia) یک شهر در ایالات متحده آمریکا با جمعیت ۱٬۲۴۷ نفر است که در جورجیا واقع شده‌است.

## موقعیت جغرافیایی
موقعیت جغرافیایی شهرها و مناطق اطراف به شرح زیر است: